# Manuel Monge
Pour les articles homonymes, voir Monge.
Manuel Monge est l'une des quatorze municipalités de l'État d'Yaracuy au Venezuela. Son chef-lieu est Yumare. En 2011, la population s'élève à 13 180 habitants.

## Géographie

### Subdivisions
Selon l'Institut national de statistique et contrairement à la plupart des municipalités du pays, la municipalité de Manuel Monge ne comporte aucune paroisse civile.